# Châteaux de Lastours
Die Châteaux de Lastours (okzitanisch Castèls de Las Tors) sind vier Burgruinen in den südlichen Ausläufern der Montagne Noire oberhalb des Flusses Orbiel im Herzen des Pays du Cabardès. Die Höhenburgen liegen auf 360 m etwa zwei Kilometer Fußweg und 180 Meter Höhenunterschied vom Ort Lastours entfernt. Sie sind seit dem Jahr 1905 als Monuments historiques anerkannt.

## Geschichte
Im 11. Jahrhundert gehörten die Burgen den Herren von Cabaret, eine recht zahlreiche Familie, die aus Lastours ein Zentrum der Albigenserbewegung machte, doch der letzte Burgherr (seigneur) von Lastours, Pierre Roger de Cabaret, trat im Verlauf des Albigenserkreuzzugs (1209–1229) seinen Besitz kampflos an Simon de Montfort ab; er starb im Jahre 1229 oder wenige Jahre später.

## Architektur
Die vier (ursprünglich drei) auf einem ca. 360 Meter hohen Bergkamm unmittelbar nebeneinanderliegenden Burgen (châteaux) sind die Attraktionen des Ortes. Sie stammen aus dem 11., 12. und 13. Jahrhundert; ihre Mauern sind – mit Ausnahme einiger gut behauener Ecksteine – aus Bruchsteinen errichtet.

### Château de Cabaret
Das Château de Cabaret war der Stammsitz der einst mächtigen Seigneurs de Cabaret und somit die bedeutendste der Burgen von Lastours. Zwei Türme sowie die Außenmauern des Wohntrakts (Corps de Logis) sind noch erhalten. Der Wehr- bzw. Wohnturm (Donjon) hat einen fünfeckigen Grundriss, in seinem Obergeschoss ist noch ein gotisches Gewölbe aus unprofilierten Rippen erhalten. Die Türme und der Wohntrakt sind durch Wehrmauern (Kurtinen) miteinander verbunden; der Wehrgang ruht auf großen gotischen Spitzbogenarkaden.

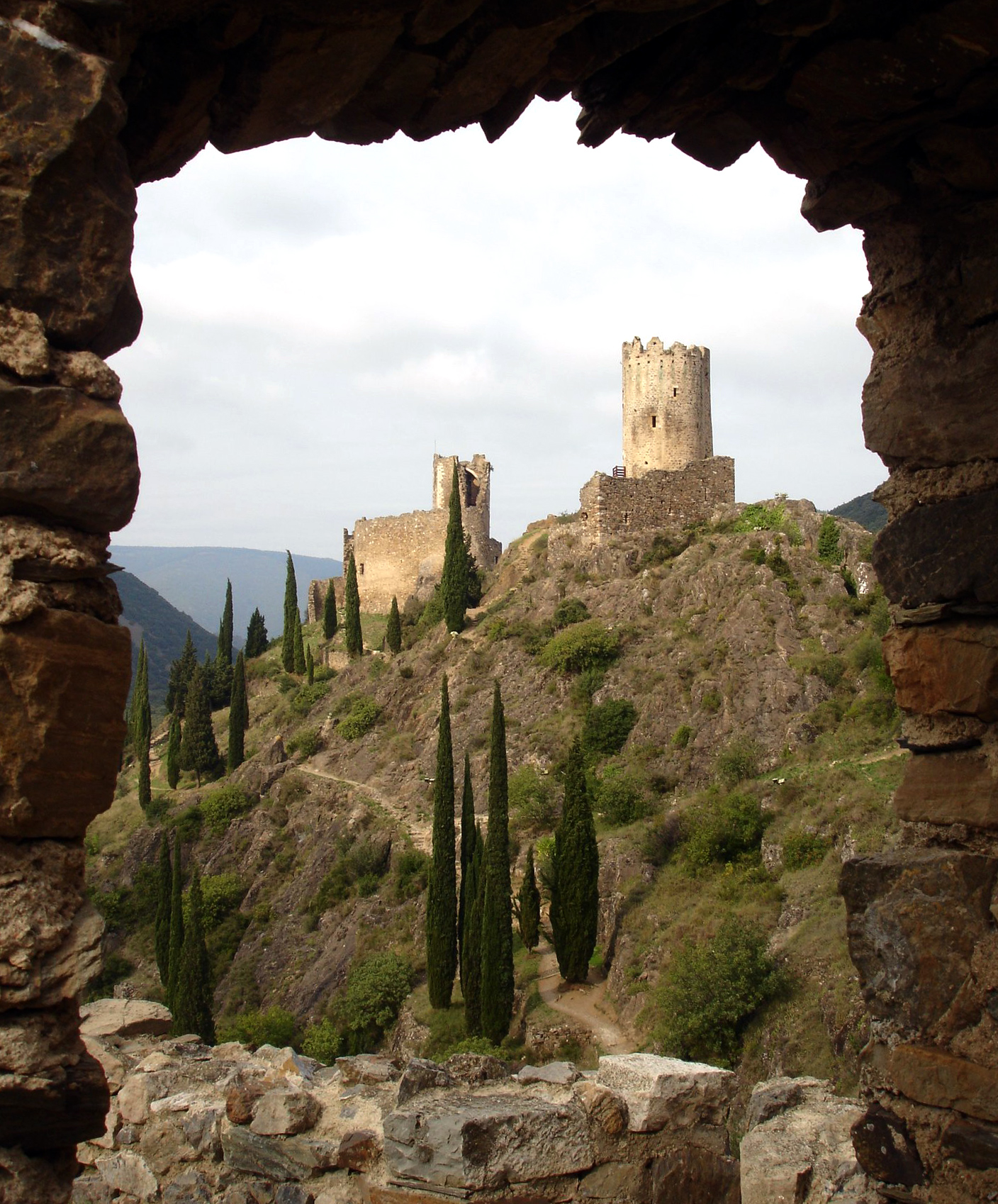
Blick vom Château de Querthineux auf die Tour Régine und das Château de Cabaret

### Tour Régine
Der Tour Régine genannte Komplex ist wahrscheinlich erst nach dem Ende der Albigenserkriege (d. h. um 1260) errichtet worden und symbolisiert somit den Sieg des nordfranzösischen Königtums und des Katholizismus über die aufrührerischen Abweichler des Südens. Sein markantes Kennzeichen ist der mächtige, rundum mit Schießscharten versehene Rundturm, der wohl auch als Wohnturm diente, denn im oberen Bereich gibt es auch ein Fenster – ein Corps de Logis ist dagegen nicht (mehr) vorhanden. Im Boden neben dem Turm befindet sich eine Zisterne, in der Regenwasser aufgefangen wurde.

### Château de Surdespine
Das Château de Surdespine ist von allen Bauten am schlechtesten erhalten. Die Grundmauern eines viereckigen Donjons, Teile des Wohntrakts und die Überreste zweier Zisternen sind noch erkennbar. Der Komplex hatte keinen Rundturm.

### Château de Querthineux
Das Château de Querthineux steht auf einer gesonderten Felsspitze am rechten, d. h. südlichen Rand der vier Burgen. Sein großer Rundturm hat eine kleine seitliche Wendeltreppe (vis). Außerdem finden sich noch Spuren einer romanischen Kirche.

### Castrum
An einem Berghang etwa 50 Meter unterhalb der Burgen liegt die in den 1980er und 1990er Jahren freigelegte Ausgrabungsstätte einer von ehemals mehreren befestigten Höhensiedlungen (castra) in der unmittelbaren Umgebung der Burgen.